# Wangunjaya (Bungbulang)
Wangunjaya is een bestuurslaag in het regentschap Garut van de provincie West-Java, Indonesië. Wangunjaya telt 5388 inwoners (volkstelling 2010).